# Епархия Паринтинса
 Епархия Паринтинса  (лат. Dioecesis Parintinensis) — епархия Римско-Католической церкви с центром в городе Паринтинс, Бразилия. Епархия Паринтинса входит в митрополию Манауса. Кафедральным собором епархии Паринтинса является церковь Пресвятой Девы Марии Кармильской.

## История
12 июля 1955 года Святой Престол учредил территориальную прелатуру Паринтинса, выделив её из архиепархии Манауса. 13 июля 1963 года территориальная прелатура Паринтинса передала часть своей территории в пользу возведения территориальной прелатуры Борбы.
30 октября 1980 года территориальная прелатура Паринтинса была преобразована в епархию.

## Ординарии епархии
- епископ Arcângelo Cerqua (4.02.1961 — 15.07.1989)
- епископ Giovanni Risatti (15.07.1989 — 20.01.1993) — назначен епископом Макапы
- епископ Gino Malvestio (9.03.1994 — 7.09.1997)
- епископ Джулиано Фриджени (20.01.1999 — по настоящее время)

## Источник
- Annuario Pontificio, Ватикан, 2007